# Альбер, Мишель
Мишель Альбер (фр. Michel Albert; 25 февраля 1930, Фонтене-ле-Конт (департамент Вандея), Франция — 19 марта 2015) — французский экономист.
Окончил Sciences Po и ENA.
В 1978—1981 годах возглавлял генеральную комиссию по планированию.
В 1982—1994 годах председатель совета директоров и CEO французской компании «AGF».
В 2005—2010 годах непременный секретарь Академии моральных и политических наук, членом которой был избран 28.03.1994, а в 2004 году был её президентом.
Кавалер Большого Креста французского Ордена «За заслуги» (2009).
В книге «Капитализм против капитализма» ввёл термин «рейнский капитализм» для социальной рыночной экономики, созданной в рейнских государствах и предполагающей большее участие государства в регулировании экономики и более высокий уровень социальной защищенности по сравнению с англосаксонской экономической системой периода рейганомики и тэтчеризма, основанной на ведущей роли рынка, дерегулировании, индивидуалистической идеологии. Альбер утверждал, что в экономическом плане «рейнский капитализм» более эффективен, а в социальном — более справедлив.

## Труды
- Альбер М. Капитализм против капитализма = Capitalisme contre capitalisme (1991). — СПб.: Экономическая школа, 1998. — 293 с. ISBN 5-900428-34-6, 2-02-013207-9.